# Richard Wolf
Richard Wolf (Simmern/Hunsrück, 18 maart 1894 - Neurenberg, 9 mei 1972) was een Duitse officier en Oberst tijdens de Tweede Wereldoorlog.  Hij was de Kampfkommandant van Würzburg en de laatste Kampfkommandant van Neurenberg.

## Leven
Op 18 maart 1894 werd Richard Wolf in Simmern/Hunsrück geboren.

### Eerste Wereldoorlog
In 1914 meldde hij zich als Kriegsfreiwilliger in de Deutsches Heer aan. Hij werd tijdens de Eerste Wereldoorlog tot Leutnant der Reserve bevorderd. Na de oorlog werd hij uit de actieve dienst ontslagen.

### Interbellum
In 1936 werd Wolf als Hauptmann gereactiveerd, en werd bij het 80e infanterieregiment geplaatst. Eind van 1938 werd hij bij de staf van 34e Infanteriedivisie geplaatst.

### Tweede Wereldoorlog
Na zijn deelname aan de Slag om Frankrijk werd hij in oktober 1940 tot Major bevorderd. Wolf was commandant van het 3e bataljon van het 208e Infanterieregiment van de 79e Infanteriedivisie. Vanaf juni 1941 was deze divisie betrokken bij Operatie Barbarossa. Op 9 maart 1942 nam hij leiding over het 208e Infanterieregiment over. En werd op 1 april 1942 tot Oberstleutnant bevorderd. Op 15 juli 1942 werd Wolf met het Erebladgesp onderscheiden. Hij raakte zwaargewond tijdens de Slag om Stalingrad, en werd daardoor op 23 december 1942 uit de omsingeling gevlogen. Na zijn genezing voerde Wolf over verschillende brigades het commando. Op 1 december 1942 werd hij tot Oberst bevorderd. Vanwege zijn persoonlijke inzet werd hij op 20 januari 1943 met het Ridderkruis van het IJzeren Kruis onderscheiden. En op 7 februari 1943 werd hij met het Duitse Kruis in goud onderscheiden. Hij werd in het Führerreserve (OKH) geplaatst. In 1943 en 1944 leidde Wolf diverse Sonderkommandos.
Van 6 april 1945 was hij Kampfkommandant van Würzburg, en bij de verdediging van de stad tegen de Amerikaanse 42e Infanteriedivisie („Rainbow Division“) betrokken. Vanaf 15 april 1945 was Wolf ook Kampfkommandant van Neurenberg en in strijd tegen de oprukkende Amerikaanse troepen. Voor deze prestaties zou hij met het Eikenloof bij het Ridderkruis van het IJzeren Kruis onderscheiden zijn. Na de Slag om Neurenberg, werd Wolf op 21 april 1945 door de Amerikanen krijgsgevangen genomen. Dit nadat hij op 20 april 1945 nog het bevel om de gevechten te staken had gegeven.
Met zijn deelname aan de verdediging van deze twee grote steden in Franken, verwierf Wolf een reputatie van een gewetenloze commandant. Aan de Duitse zijde leidden tot ongeveer 1000 burgerslachtoffers- en militaire slachtoffers in Würzburg en 700 in Neurenberg. Aan de Amerikaanse kant sneuvelde ongeveer 300 G.I.'s bij de verovering van Würzburg, bij Neurenberg sneuvelde er 130 G.I.'s.
In andere steden in Beieren konden door tijdige capitulaties, vele mensenlevens, gebouwen en infrastructuur gespaard worden.

## Na de oorlog
Over het verdere verloop van zijn leven is niks bekend. Op 9 mei 1972 overleed hij in Neurenberg.

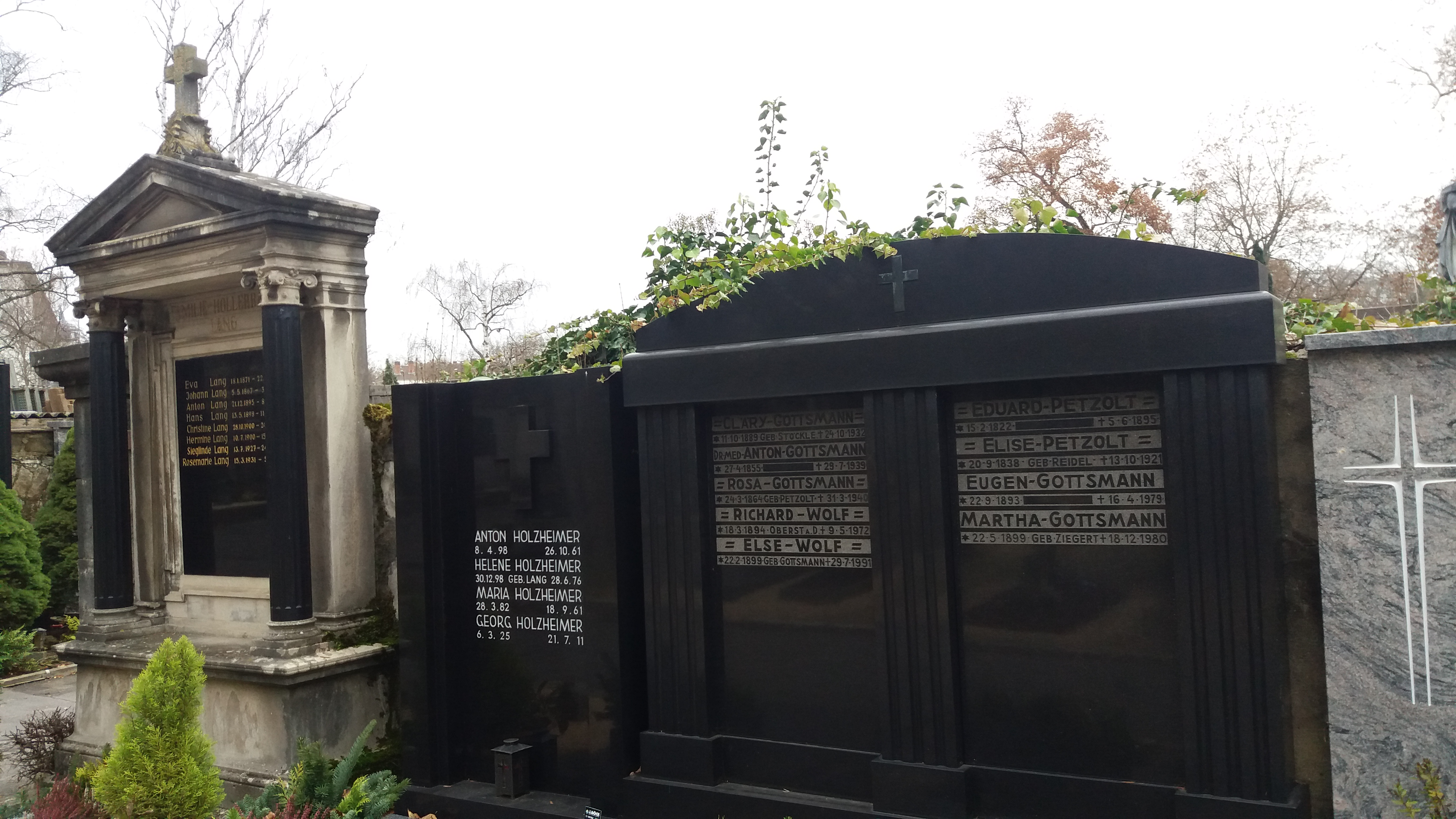
De grafsteen van Wolf op de Hauptfriedhof Würzburg.

## Militaire carrière
- Oberst: 1 december 1942
- Oberstleutnant: 1 april 1942
- Major: oktober 1940
- Hauptmann:
- Oberleutnant:
- Leutnant der Reserve:
- Kriegsfreiwilliger: 1914

## Onderscheidingen
- Ridderkruis van het IJzeren Kruis met Eikenloof op 19 april 1945 als Oberst en Kampfkommandant van Neurenberg[4][5][6]
(opmerking: voor de verdediging van Neurenberg, de stad van de partijbijeenkomsten, wordt ook gezegd dat de toekenning van het Eikenloof, op aanbeveling van de partijleiding, per radiobericht aan de Kampfkommandant van Neurenberg de Oberst Richard Wolf is gedaan. Documenten met betrekking tot deze onderscheiding zijn tot op heden niet gevonden.[5][6])
- Ridderkruis van het IJzeren Kruis op 20 januari 1943 als Oberstleutnant en Commandant van het 208e Grenadiersregiment /  79e Infanteriedivisie / Heer[4][6][7]
- Duitse Kruis in goud op 7 februari 1943 als Oberst en Commandant van het 208e Grenadiersregiment / 79e Infanteriedivisie / Heer[4][6][7]
- IJzeren Kruis 1939, 1e Klasse (14 augustus 1941[4]) en 2e Klasse
- Erebladgesp op 15 juli 1942[6] als Major in het 208e Infanterieregiment / 79e Infanteriedivisie / Heer[4]